# BAFA NL Premiership 2016
La BAFA NL Premiership 2016 è la 31ª edizione del campionato di football americano di primo livello, organizzato dalla BAFA.

## Squadre partecipanti
| Club                  | Città         | Stadio | Sponsor ufficiale | Risultato nella stagione 2015 |
| --------------------- | ------------- | ------ | ----------------- | ----------------------------- |
| Bristol Aztecs        | Bristol       |        |                   |                               |
| East Kilbride Pirates | East Kilbride |        |                   |                               |
| Coventry Jets         | Coventry      |        |                   |                               |
| Farnham Knights       | Farnham       |        |                   |                               |
| Lancashire Wolverines | Blackburn     |        |                   |                               |
| London Blitz          | Londra        |        |                   |                               |
| London Olympians      | Londra        |        |                   |                               |
| London Warriors       | Londra        |        |                   |                               |
| Merseyside Nighthawks | Liverpool     |        |                   |                               |
| Sheffield Predators   | Sheffield     |        |                   |                               |
| South Wales Warriors  | Llanharan     |        |                   |                               |
| Tamworth Phoenix      | Atherstone    |        |                   |                               |

## Stagione regolare

### Calendario

#### 1ª giornata
| 10 aprile 2016 | East Kilbride Pirates | 20 – 0 | Lancashire Wolverines |  |

#### 2ª giornata
| 17 aprile 2016 | London Warriors | 71 – 0 | South Wales Warriors |  |

| 17 aprile 2016 | London Blitz | 42 – 6 | Farnham Knights |  |

| 17 aprile 2016 | London Olympians | 8 – 30 | Bristol Aztecs |  |

#### 3ª giornata
| 1º maggio 2016 | East Kilbride Pirates | 7 – 55 | Tamworth Phoenix |  |

| 1º maggio 2016 | Sheffield Predators | 36 – 18 | Coventry Jets |  |

| 1º maggio 2016 | London Warriors | 62 – 8 | Farnham Knights |  |

| 1º maggio 2016 | London Olympians | 18 – 35 | South Wales Warriors |  |

| 1º maggio 2016 | Bristol Aztecs | 19 – 39 | London Blitz |  |

#### 4ª giornata
| 8 maggio 2016 | East Kilbride Pirates | 37 – 0 | Coventry Jets |  |

| 8 maggio 2016 | Tamworth Phoenix | 53 – 14 | Lancashire Wolverines |  |

| 8 maggio 2016 | Merseyside Nighthawks | 52 – 7 | Sheffield Predators |  |

| 8 maggio 2016 | London Blitz | 27 – 6 | South Wales Warriors |  |

| 8 maggio 2016 | London Olympians | 0 – 52 | London Warriors |  |

| 8 maggio 2016 | Farnham Knights | 38 – 39 | Bristol Aztecs |  |

#### 5ª giornata
| 15 maggio 2016 | Merseyside Nighthawks | 33 – 14 | Lancashire Wolverines |  |

#### 6ª giornata
| 21 maggio 2016 | Merseyside Nighthawks | 47 – 14 | East Kilbride Pirates |  |

| 22 maggio 2016 | Sheffield Predators | 0 – 31 | Lancashire Wolverines |  |

| 22 maggio 2016 | Coventry Jets | 0 – 53 | Tamworth Phoenix |  |

| 22 maggio 2016 | London Warriors | 13 – 6 | London Blitz |  |

| 22 maggio 2016 | Bristol Aztecs | 27 – 27 | South Wales Warriors |  |

| 22 maggio 2016 | Farnham Knights | 36 – 0 | London Olympians |  |

#### 7ª giornata
| 5 giugno 2016 | Tamworth Phoenix | 47 – 0 | Sheffield Predators |  |

| 5 giugno 2016 | Lancashire Wolverines | 9 – 30 | East Kilbride Pirates |  |

| 5 giugno 2016 | Merseyside Nighthawks | 56 – 14 | Coventry Jets |  |

| 5 giugno 2016 | Bristol Aztecs | 3 – 54 | London Warriors |  |

| 5 giugno 2016 | South Wales Warriors | 30 – 28 | Farnham Knights |  |

#### 8ª giornata
| 12 giugno 2016 | Tamworth Phoenix | 15 – 13 | East Kilbride Pirates |  |

| 12 giugno 2016 | Lancashire Wolverines | 15 – 33 | Merseyside Nighthawks |  |

| 12 giugno 2016 | Coventry Jets | 6 – 42 | Sheffield Predators |  |

| 12 giugno 2016 | London Blitz | 14 – 17 | Bristol Aztecs |  |

| 12 giugno 2016 | South Wales Warriors | 20 – 13 | London Olympians |  |

| 12 giugno 2016 | Farnham Knights | 3 – 56 | London Warriors |  |

#### 9ª giornata
| 19 giugno 2016 | Lancashire Wolverines | 27 – 0 | Sheffield Predators |  |

| 19 giugno 2016 | London Blitz | 68 – 7 | London Olympians |  |

#### 10ª giornata
| 25 giugno 2016 | East Kilbride Pirates | 3 – 23 | Merseyside Nighthawks |  |

| 26 giugno 2016 | Tamworth Phoenix | 64 – 0 | Coventry Jets |  |

| 26 giugno 2016 | Bristol Aztecs | 29 – 13 | London Olympians |  |

| 26 giugno 2016 | South Wales Warriors | 0 – 35 | London Warriors |  |

| 26 giugno 2016 | Farnham Knights | 8 – 64 | London Blitz |  |

#### 11ª giornata
| 3 luglio 2016 | Lancashire Wolverines | 7 – 54 | Tamworth Phoenix |  |

| 3 luglio 2016 | Sheffield Predators | 29 – 28 | Merseyside Nighthawks |  |

| 3 luglio 2016 | London Warriors | 49 – 0 | London Olympians |  |

| 3 luglio 2016 | Bristol Aztecs | 51 – 55 | Farnham Knights |  |

#### 12ª giornata
| 9 luglio 2016 | Coventry Jets | 0 – 1 (a tavolino) | East Kilbride Pirates |  |

| 10 luglio 2016 | South Wales Warriors | 0 – 48 | London Blitz |  |

#### 13ª giornata
| 16 luglio 2016 | East Kilbride Pirates | 69 – 0 | Sheffield Predators |  |

| 17 luglio 2016 | Lancashire Wolverines | 14 – 8 | Coventry Jets |  |

| 17 luglio 2016 | Merseyside Nighthawks | 17 – 31 | Tamworth Phoenix |  |

| 17 luglio 2016 | London Warriors | 49 – 0 | Bristol Aztecs |  |

| 17 luglio 2016 | London Olympians | 0 – 1 (a tavolino) | London Blitz |  |

| 17 luglio 2016 | Farnham Knights | 32 – 14 | South Wales Warriors |  |

#### 14ª giornata
| 31 luglio 2016 | Sheffield Predators | 0 – 59 | Tamworth Phoenix |  |

| 31 luglio 2016 | Coventry Jets | 16 – 53 | Merseyside Nighthawks |  |

| 31 luglio 2016 | London Olympians | 0 – 1 (a tavolino) | Farnham Knights |  |

| 31 luglio 2016 | South Wales Warriors | 18 – 48 | Bristol Aztecs |  |

#### 15ª giornata
| 6 agosto 2016 | Sheffield Predators | 14 – 57 | East Kilbride Pirates |  |

| 7 agosto 2016 | Tamworth Phoenix | 41 – 21 | Merseyside Nighthawks |  |

| 7 agosto 2016 | Coventry Jets | 21 – 22 | Lancashire Wolverines |  |

| 7 agosto 2016 | London Blitz | 9 – 48 | London Warriors |  |

### Classifica
Le classifiche della regular season sono le seguenti.
- PCT = percentuale di vittorie, G = partite giocate, V = partite vinte,  P = partite perse, PF = punti fatti, PS = punti subiti

#### Premiership North
| Pos. | Squadra               | PCT   | G  | V  | N | P | PF  | PS  |
| ---- | --------------------- | ----- | -- | -- | - | - | --- | --- |
| 1    | Tamworth Phoenix      | 1.000 | 10 | 10 | 0 | 0 | 472 | 79  |
| 2    | Merseyside Nighthawks | .700  | 10 | 7  | 0 | 3 | 363 | 184 |
| 3    | East Kilbride Pirates | .600  | 10 | 6  | 0 | 4 | 250 | 163 |
| 4    | Lancashire Wolverines | .300  | 10 | 3  | 0 | 7 | 153 | 255 |
| 5    | Sheffield Predators   | .300  | 10 | 3  | 0 | 7 | 128 | 394 |
| 6    | Coventry Jets         | .100  | 10 | 1  | 0 | 9 | 86  | 377 |

#### Premiership South
| Pos. | Squadra              | PCT   | G  | V  | N | P  | PF  | PS  |
| ---- | -------------------- | ----- | -- | -- | - | -- | --- | --- |
| 1    | London Warriors      | 1.000 | 10 | 10 | 0 | 0  | 489 | 29  |
| 2    | London Blitz         | .700  | 10 | 7  | 0 | 3  | 317 | 124 |
| 3    | Bristol Aztecs       | .550  | 10 | 5  | 1 | 4  | 263 | 315 |
| 4    | Farnham Knights      | .400  | 10 | 4  | 0 | 6  | 224 | 358 |
| 5    | South Wales Warriors | .350  | 10 | 3  | 1 | 6  | 150 | 347 |
| 6    | London Olympians     | .000  | 10 | 0  | 0 | 10 | 59  | 319 |

## Playoff e playout

### Tabellone
|  | Semifinali | Semifinali            | Semifinali |              |    | XXX Britbowl    | XXX Britbowl | XXX Britbowl |  |
|  |            |                       |            |              |    |                 |              |              |  |
|  | 1S         | London Warriors       | 58         |              |    |                 |              |              |  |
|  | 1S         | London Warriors       | 58         |              |    |                 |              |              |  |
|  | 2N         | Merseyside Nighthawks | 7          |              |    |                 |              |              |  |
|  | 2N         | Merseyside Nighthawks | 7          |              | 1S | London Warriors | 36           |              |  |
|  |            |                       |            |              | 1S | London Warriors | 36           |              |  |
|  |            |                       | 2S         | London Blitz | 15 |                 |              |              |  |
|  | 1N         | Tamworth Phoenix      | 2S         | London Blitz | 15 | 12              |              |              |  |
|  | 1N         | Tamworth Phoenix      |            |              |    |                 |              |              |  |
|  | 2S         | London Blitz          | 41         |              |    |                 |              |              |  |

### Semifinali
| 14 agosto 2016 | Tamworth Phoenix | 12 – 41 | London Blitz |  |

| 14 agosto 2016 | London Warriors | 58 – 7 | Merseyside Nighthawks |  |

### XXX Britbowl
| 27 agosto 2016 | London Warriors | 36 – 15 | London Blitz |  |

## Verdetti
- London Warriors Campioni della Gran Bretagna e vincitori del Britbowl 2016